# Херувим и колесница
Херувим и колесница — ювелирное яйцо, одно из пятидесяти двух императорских пасхальных яиц, изготовленных фирмой Карла Фаберже для русской императорской семьи. Оно было создано и передано императору Александру III в 1888 году. Ювелирное яйцо «Херувим и колесница» является одним из утерянных императорских пасхальных яиц, поэтому доступных сведений о нём мало.

## Дизайн
Точный дизайн херувимов с колесницей в форме кареты неизвестен. Существует единственная фотография яйца, но на ней яйцо закрыто другим яйцом и можно увидеть только размытые очертания. Существует только короткое описание из имперских записей в Российском государственном историческом архиве в Москве, в которых подарок описывается как «Ангел, тянущий колесницу с яйцом — 1500 рублей, ангел с часами в золотом яйце — 600 рублей». На основании публикации Марины Лопато Fabergé: Imperial Jeweller (1993) данное описание означает, что часы содержатся внутри золотого яйца, которое лежит в колеснице, управляемой ангелом. В счёте Фаберже содержится подобное описание, перечисляющее херувима, тянущего колесницу с яйцом и херувима с часами в золотом яйце. Обе эти записи подкрепляются описью драгоценных предметов императорского имущества, составленной в 1917 году и содержащей запись «золотое яйцо, украшенное бриллиантами и сапфирами; с серебряной позолоченной подставкой в форме двухколёсной повозки».

## Сюрприз
Сюрпризом были часы внутри яйца, лежащего в колеснице, хотя точный его дизайн не известен.

## История
Яйцо было подарено Марии Фёдоровне 24 апреля 1888 года императором Александром III. В 1891 году яйцо размещалось в Гатчинском дворце и стало одним из около 40 ювелирных яиц, перевезённых по распоряжению Временного правительства в Оружейную палату Кремля в 1917 году. В 1922 году оно было передано в Совнарком, после чего точных сведений об яйце не поступало. В 1930-х годах Виктор и Арманд Хаммер, по всей вероятности, совершили его покупку. Список покупок на имя Арманда Хаммера выставки 1934 года в Нью-Йоркском Lord and Taylor содержит запись «миниатюрная серебряная подставка, содержащая тачку с Пасхальным яйцом, изготовленная придворным ювелиром Фаберже», что очень похоже на описание яйца «Херувим и колесница». Арманд Хаммер мог и не догадываться о значимости данного предмета, хотя, даже если оно и было бы настоящим императорским яйцом 1888 года, то общественность бы об этом не узнала, поскольку он старался не афишировать императорские предметы. Было ли это яйцо 1888 года и где оно находится в настоящий момент, остаётся загадкой.